# Batchenga
Pour les articles homonymes, voir Batschenga.
 (février 2016).
Si vous disposez d'ouvrages ou d'articles de référence ou si vous connaissez des sites web de qualité traitant du thème abordé ici, merci de compléter l'article en donnant les références utiles à sa vérifiabilité et en les liant à la section « Notes et références ».
Batchenga (ou Batschenga) est une commune du Cameroun située dans le département de la Lekié et la région du Centre. Située à 62 kilomètres de Yaoundé, la petite ville est traversée d’un bout à l’autre par la route nationale N°1, construite sous la colonisation allemande, qui fut longtemps la principale voie de communication reliant le Sud à la partie septentrionale du pays.

## Population
Lors du recensement de 2005, la commune comptait 9 303 habitants, dont 3 308 pour la ville de Batchenga.
Elle est principalement peuplée par les ethnies Batchenga et Biyaga

## Économie
L’agriculture est la principale activité pratiquée dans la commune. La production agricole est très variée, notamment des tubercules comme le manioc, l’igname ainsi qu’une large gamme de produits maraîchers. On note également le développement d'un petit élevage ovin, d'une capacité de 600 poussins.

## Organisation
Outre Batchenga et ses quartiers (Ballong I, Ballong II et Emana-Batchenga), la commune comprend les villages suivants :
- Biyaga
- Ebang-Minala
- Elon
- Emana-Benyada
- Famenassi
- Mebassa
- Nachtigal
- Nalassi
- Ndji
- Nkolkpali
- Nkolmekok
- Olembe
- Otibili

Les principales institutions administratives rencontrées dans la zone sont notamment : La sous-préfecture, la mairie, la brigade de gendarmerie, le Commissariat de police, le Centre Zootechnique et Vétérinaire, la Délégation d’Agriculture, l’Inspection de l’Éducation de base, les postes agricoles. Comme institutions traditionnelles, l’on distingue 01 chefferie de 2e degré et 16 chefferies de 3e degré. Les chefferies de 3e degré sont localisées dans les 16 villages qui composent la commune à savoir : Nkolmekok, Elon, Emana Benyagda, Famnassi, Ebangminala, Nalassi, Emana Batchenga, Biyaga, Mebassa, Otibili, Natchigal, Balong I, Balong II, Olembé, Ndji et Nkokpali.
Ces villages de Batchenga sont chacun administré par un chef élu par la communauté. D’une manière générale, chaque chefferie comprend : un chef de village, un secrétaire, 03 conseillers techniques, un conseil des notables, un secrétaire, un tribunal coutumier, un comité d’hygiène et salubrité et un comité de vigilance. Le chef est issu de la lignée dirigeante. Les membres du conseil des notables sont désignés par le chef en fonction de leurs sens de responsabilité. Le comité de vigilance est chargé de la sécurité et des petites affaires courantes du village. Le tribunal coutumier est composé du chef de village assisté par un secrétaire et 08 assesseurs. Les conflits les plus fréquents sont des litiges fonciers, le non remboursement des emprunts et les conflits conjugaux.
Les responsables des services déconcentrés de l’État, les chefs de village, les chefs de famille, les Conseillers Municipaux, les notables et les autorités politiques sont les principales personnes qui exercent l’autorité à Batchenga. Il l’exerce surtout en jouant le rôle de porte parole entre l’administration et les populations locales et/ou en veillant à ce que la paix soit préservée dans la localité. À côté des chefferies, plusieurs organisations ou institutions interviennent dans divers domaines et sous diverses formes dans la Commune.